# Grotte Chabot
Pour les articles homonymes, voir Grotte et Chabot.
La grotte Chabot, aussi appelée grotte Jean-Louis ou grotte des Mammouths,, est une grotte ornée du Paléolithique supérieur située sur le territoire de la commune d'Aiguèze, dans le Bas-Vivarais et le département du Gard.

## Situation
La grotte est dans les gorges de l'Ardèche à 2,3 km au nord-ouest d'Aiguèze, en rive droite (côté sud) de la rivière Ardèche, à la sortie d'un méandre. Elle est dans le Gard mais fait face au département de l'Ardèche sur l'autre rive de la rivière. Elle s'ouvre vers l'est.

## Datation
Plusieurs datations ont été réalisées pour la grotte. Effectuées sur des os et des os brûlés, elles ont donné des résultats entre 22 000 et 20 000 ans BP, ainsi qu'une date à 12 000 ans BP. Cette dernière est considérée comme incohérente et polluée par l'utilisation de la grotte comme bergerie. Selon les spécialistes, ces dates sont un peu récentes par rapport au mobilier retrouvé, néanmoins les datations les plus anciennes restent dans la fourchette locale attribuée au Solutréen inférieur.
Enfin, ces datations sont celles d'une occupation, elles n'ont pu être rattachées aux gravures pariétales. Il est raisonnable de penser qu'elles sont contemporaines de l'occupation, mais ce fait n'est donc pas certain.

## Histoire
En 1878, le préhistorien Léopold Chiron fouille la grotte. Il remarque les profondes gravures sur les parois et les signale dans une note de 1889. Leur authenticité est remise en cause pendant plusieurs années, mais l'ancienneté des œuvres est finalement reconnue après les découvertes de l'art pariétal de La Mouthe et de Pair-non-Pair (1896).
La grotte Chabot est la première grotte ornée paléolithique au monde reconnue par les milieux intellectuels (un an avant les peintures d'Altamira en Espagne). Leur découverte contribua à la reconnaissance de l'art du Paléolithique supérieur.

## Art pariétal
Les gravures se répartissent sur deux panneaux et au plafond. Le panneau de gauche présente un enchevêtrement de lignes profondément gravées, parmi lesquelles se lisent de grands mammouths superposés. En face, un panneau comporte principalement des mammouths, associés à des chevaux, un cervidé ou capriné, un quadrupède indéterminé, des traits indéchiffrables et des figures incomplètes. Au plafond se trouvent deux mammouths opposés et des traits non figuratifs. 
Les gravures sont attribuées au Solutréen. 

## Protection
La grotte est classée au titre des Monuments historiques depuis le 5 février 1903. Elle n'est pas ouverte à la visite.